# Moscha
Moscha is een geslacht van vlinders van de familie spinneruilen (Erebidae), uit de onderfamilie Hypeninae.

## Soorten
- M. exigualis Swinhoe, 1890
- M. marmorata Hampson, 1893
- M. modesta Bethune-Baker, 1908
- M. pallida Turner, 1936
- M. posticalis Walker, 1865